# 윤필용 사건
윤필용 사건은 1973년 당시 수경사령관이던 윤필용 소장이 이후락에게 "각하의 후계자는 형님이십니다. 아무리 김춘추도 당나라에 갔다 와서 결국 신라의 왕이 되지 않았습니까?"라고 말해서 불거진 사건이다. 윤 사령관과 그를 따르던 장교들은 쿠데타를 모의했다는 혐의로 처벌됐다. 결국 하나회가 세간에 처음으로 등장한 사건이기도 하다.

## 참고
- '대통령 후계' 잘못 거론했다 노여움 사다, 오마이뉴스, 2011/12/26, 김재홍
- 박정희 덕에, 죽다 살아난 전두환, 오마이뉴스, 2012/01/02, 김재홍
- 박정희 죽음의 전조 ‘윤필용 사건’, 한겨레신문, 2012/05/18, 한홍구